# Sarcophaga zhelochovtzevi
Sarcophaga zhelochovtzevi är en tvåvingeart som beskrevs av Boris Borisovitsch Rohdendorf 1925. Sarcophaga zhelochovtzevi ingår i släktet Sarcophaga och familjen köttflugor. Inga underarter finns listade i Catalogue of Life.